# 上仲鈴子
上仲 鈴子（かみなか すずこ、1912年（明治45年）2月 - 1973年（昭和48年）1月）は、昭和初期の女性パイロット。1933年（昭和8年）、日本の女性パイロットとして初めて東京・大阪間無着陸飛行を達成。航空界を引退したのち、日本舞踊家・三味線奏者として芸道に生きた。日本舞踊では西川歳造、三味線では柏伊千蔵（かしわ いちぞう）を称し、本名は日本舞踊の師匠の養子になったために中村鈴子となった。

## 経歴
岐阜県大野郡高山町（現在の高山市）出身。生家は花岡遊廓で営業を行っており、幼少時より長唄や踊り、三味線の稽古をしていた。
高山高等女学校（岐阜県立高山高等学校の前身のひとつ）を卒業。
1930年（昭和5年）9月、18歳で上京し、千葉県津田沼海岸の伊藤飛行場にあった日本軽飛行機倶楽部に入る。19歳で二等飛行機操縦士免許を取得。
1933年（昭和8年）、サルムソン 2A2に搭乗し、東京・大阪間無着陸飛行（日本女性初という）。1935年（昭和10年）には高山郊外上野平へ郷土飛行を行った。この郷土飛行を最後として、飛行家としての人生には終止符を打った。引退には、女性が飛行士を職業とすることができないことへの不満（職業としての飛行士になるには一等飛行機操縦士の資格が必要であったが、女性は資格検定を受けられなかった。1934年（昭和9年）には馬淵テフ子ら当時の現役女性二等飛行機操縦士とともに「日本女子飛行士クラブ」を結成している）や、前年に不時着した際に同乗者を負傷させてしまったことがあるという。
1936年（昭和11年）、千葉県船橋在住の日本舞踊の師匠である西川扇歳（本名は中村ふく）の養女となる（飛行士時代に知り合い、意気投合したという）。その勧めもあり、幼少時よりたしなんでいた三味線のプロの演奏者となることを決意。菊五郎劇団の邦楽部である菊音会の試験で認められ、三味線奏者となった。一時は歌舞伎座にも男装して出演したが、まもなく女性であることを理由として歌舞伎座への出演は断たれたという（歌舞伎の演奏＝地方（じかた）は男性のみで行うのが伝統とされており、中村征子によれば女性の出演は60年以上にわたって他に例がないという）。
以後、養母とともに、船橋と高山で三味線と日本舞踊を教えた。高山では日本舞踊末広会を主宰。1971年（昭和46年）には東京・虎の門ホールで創作舞踊「山・川・海」を発表した。